# Acre (állam)
Acre állam Brazíliában, annak északi régiójában, földrajzilag az ország ÉNy-i csücskében. Acre Amazonas, Rondônia, Pando Department, Madre de Dios megye, Ucayali megye és Loreto megye államokkal határos.
A terület eredetileg Bolívia részét képezte. A 19. század második felében történt nagyfokú bevándorlás miatt a szomszédos Brazíliából a terület zömmel portugál nyelvűvé vált és megerősödtek az elszakadási, illetve a Brazíliával történő egyesülési törekvések a század végére. 1899-ben kikiáltották az Acrei Köztársaságot. A néhány évig, megszakításokkal zajló acrei háborút követően Brazília és Bolívia egyezséget kötött (petrópolisi szerződés) és a brazilok elcsatolhatták Acrét.

## Földrajzi adatok
- Területe 164 123 km²[1]
- Lakossága 759 ezer fő volt 2012-ben
- Népsűrűsége 5 fő/km²
- Székhelye: Rio Branco

## Fordítás
- Ez a szócikk részben vagy egészben  az   Acre (state) című angol Wikipédia-szócikk fordításán alapul.  Az eredeti cikk szerkesztőit annak laptörténete sorolja fel. Ez a jelzés csupán a megfogalmazás eredetét és a szerzői jogokat jelzi, nem szolgál a cikkben szereplő információk forrásmegjelöléseként.